# いとしこいし
『いとしこいし』は、竹宮ジンによる日本の漫画作品。一迅社の『コミック百合姫』2018年10月号から2020年2月号まで連載されていた。タイトルは当初「あなたと私のいとしいまいにち、こいしいまいにち」を予定していたが、後に縮まって現在のものとなった。本作は竹宮にとって初となる『コミック百合姫』正式連載作品である。
女子高生と社会人の恋愛模様を描いたハートフル百合ストーリー。各話の季節は『コミック百合姫』の発売日に合わせて設定されているため、一話につきおおよそ一か月の月日が流れる。

## あらすじ
17歳の女子高生である雛乃は、在宅デザイナーの弥生と付き合い始めたばかりである。恋人らしいことと言えば、一緒に家でのんびりしてみたり、夏祭りや学校の文化祭を一緒に回ってみたり、ハロウィンやクリスマスには少し背伸びをしてみたり。大人っぽくなりたい雛乃と、そんな彼女の健気さに癒されてばかりいる弥生の日常はゆっくりと紡がれていく。

## 登場人物
牧野 雛乃（まきの ひなの）
17歳の女子高生。大人しい性格をしている。
弥生の持つ大人の魅力に憧れを抱いている。それゆえに自分が子供っぽいことを気にする一面がある。
料理に長けており、普段の食事からクリスマスケーキに至るまで様々なものを作ることが出来る。
安藤 弥生（あんどう やよい）
24歳の在宅デザイナー。大雑把ながら優しい性格をしている。
過労で行き倒れたところを雛乃に助けられ、親しくなった。
大人としての余裕を見せることも多いが、心の内では雛乃の純粋さに翻弄されることがある。

## 書誌情報
- 竹宮ジン 『いとしこいし』 一迅社〈百合姫コミックス〉、全3巻
  1. 2019年1月18日発売[5] ISBN 978-4-7580-7903-7
  2. 2019年7月18日発売[6] ISBN 978-4-7580-7966-2
  3. 2020年1月17日発売[7] ISBN 978-4-7580-2077-0